# Armando Heeb
Armando Heeb (Vaduz, 25 settembre 1990) è un calciatore liechtensteinese, centrocampista del Buchs.

## Biografia
Sua madre è dalla Repubblica Dominicana, mentre suo padre è svizzero.

## Carriera
Con la nazionale Under-21 del Liechtenstein ha preso parte a diverse partite di qualificazione per gli Europei di categoria del 2009 e del 2011.

## Palmarès

### Club

#### Competizioni nazionali
- Coppa del Liechtenstein: 1

Eschen/Mauren: 2011-2012